# Antiviral (película)
Antiviral es una película de horror canadiense dirigida por Brandon Cronenberg que compitió en la sección Un Certain Regard en el Festival de Cannes 2012.

## Trama
Un vendedor que trabaja para una clínica que se dedica a replicar enfermedades de famosos para el consumo público llegará a obsesionarse hasta tal punto con una celebridad que se inyectará su enfermedad. Entonces deberá encontrar una cura antes de que se le agote el tiempo.

## Reparto
- Caleb Landry Jones como Syd March.
- Sarah Gadon como Hannah Geist.
- Malcolm McDowell como Dr. Abendroth
- Douglas Smith como Edward Porris.
- Joe Pingue como Arvid.
- Nicholas Campbell como Dorian.
- James Cade como Levine.
- Lara Jean Chorostecki como Michelle.
- Lisa Berry como Receptionist.
- Salvatore Antonio como Topp.
- Elitsa Bako como Vera.
- Mark Caven como Lucc.